# NGC 3315
NGC 3315 é uma galáxia lenticular na direção da constelação de Hydra. O objeto foi descoberto pelo astrônomo Edward Austin em 1870, usando um telescópio refrator com abertura de 15 polegadas. Devido a sua moderada magnitude aparente (+12,9), é visível apenas com telescópios amadores ou com equipamentos superiores.